# Olszyny (Rzepiennik Strzyżewski)
Olszyny ist ein Dorf der Gemeinde Rzepiennik Strzyżewski im Powiat Tarnowski der Woiwodschaft Kleinpolen in Polen.

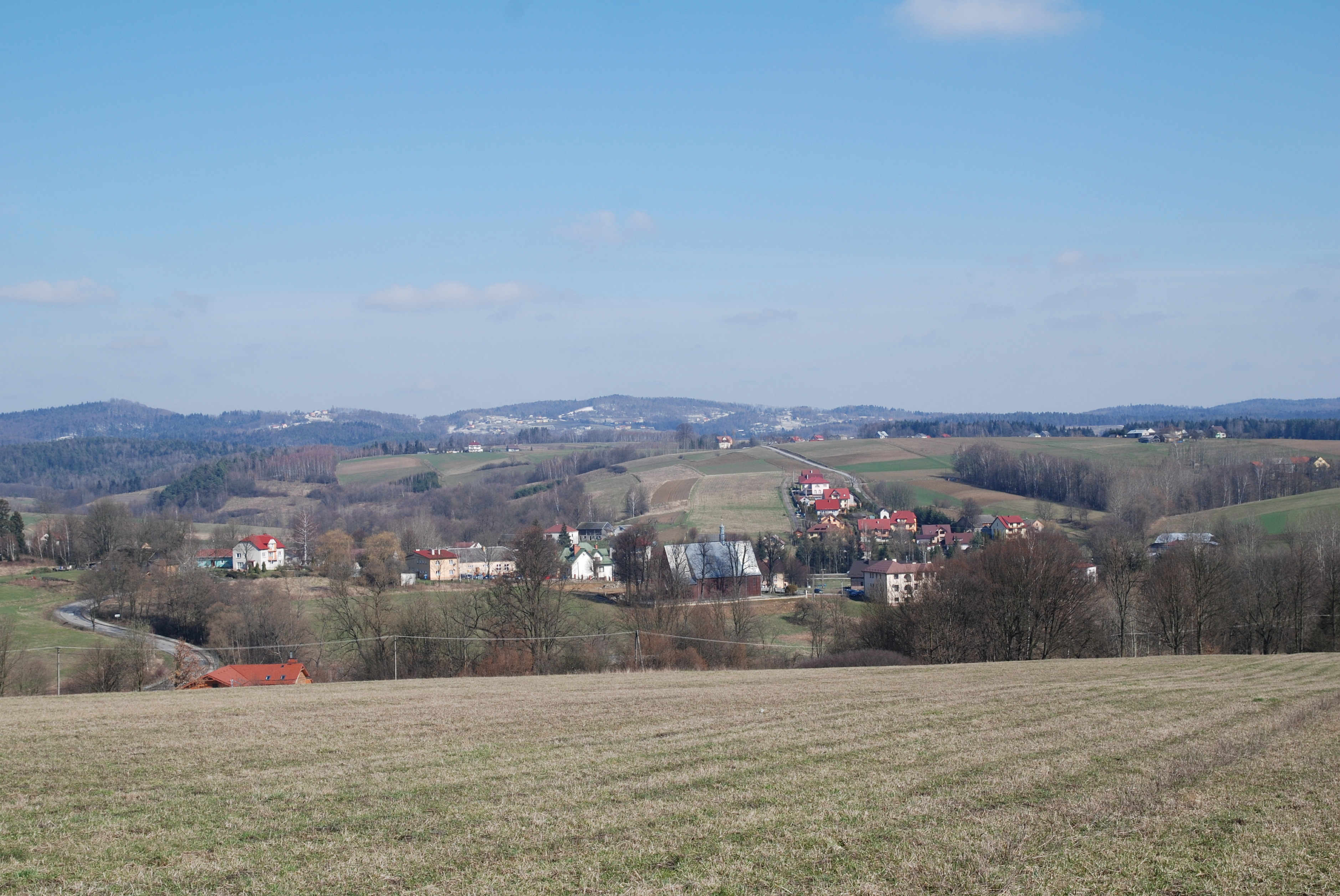
Blick auf das Dorf

## Geographie
Der Ort liegt am Bach Olszynka im Pogórze Ciężkowickie, südlich des Brzanka-Kamms (534 m). Die Nachbarorte sind Żurowa und Ołpiny im Osten, Rzepiennik Biskupi und Rzepiennik Suchy im Süden, sowie Kołkówka und Jodłówka Tuchowska im Westen.

## Geschichte
Der Ort Olschiny wurde im Jahr 1386 erstmals urkundlich erwähnt, als er mit den benachbarten Ołpiny, Szerzyny und Święcany an den adeligen Familie Melsztyński, mit dem Sitz in Melsztyn, übergeben wurde. Der Name, Plural der singularen Form olszyna, ist topographischer Herkunft abgeleitet vom [nadrzeczna] olszyna [górska] (Alnetum incanae – Grauerlen-Auwald).
Politisch und administrativ gehörte das Dorf zum Königreich Polen (ab 1569 Adelsrepublik Polen-Litauen), Woiwodschaft Krakau, Kreis Biecz. Um das Jahr 1600 hatte es über 200 Einwohner.
Bei der Ersten Teilung Polens kam Olszyny 1772 zum neuen Königreich Galizien und Lodomerien des habsburgischen Kaiserreichs (ab 1804). Ab dem Jahr 1855 gehörte Olszyny zum Bezirk Jasło.
1918, nach dem Ende des Ersten Weltkriegs und dem Zusammenbruch der k.u.k. Monarchie, kam Olszyny zu Polen. Unterbrochen wurde dies nur durch die Besetzung Polens durch die Wehrmacht im Zweiten Weltkrieg. In der Nacht zwischen dem 16. und 17. August 1944 wurde dort das amerikanische Flugzeug Liberator von Deutschen erschossen. Die 6 Opfer wurden vom Denkmal aus dem Jahr 1969 verewigt.
Von 1975 bis 1998 gehörte Olszyny zur Woiwodschaft Tarnów.

## Sehenswürdigkeiten
- Soldatenfriedhöfe #113 vom Ersten Weltkrieg
- Holzkirche (1900 gebaut)[1]